# Isaac Newton
Sir Isaac Newton [ˌaɪzək ’njuːtən] (* 25. Dezember 1642jul. / 4. Januar 1643greg. in Woolsthorpe-by-Colsterworth in Lincolnshire; † 20. März 1726jul. / 31. März 1727greg.  in Kensington) war ein englischer Universalgelehrter. Er wirkte an der Universität Cambridge, war verantwortlich für die Royal Mint und Präsident der Royal Society. Aufgrund seiner Leistungen auf den Gebieten der Physik und Mathematik gilt Newton als einer der bedeutendsten Naturwissenschaftler.
Newton ist der Verfasser der Philosophiae Naturalis Principia Mathematica, in denen er mit seinem Gravitationsgesetz die universelle Gravitation beschrieb und die Bewegungsgesetze formulierte, womit er den Grundstein für die klassische Mechanik legte. Fast gleichzeitig mit Gottfried Wilhelm Leibniz entwickelte Newton die Infinitesimalrechnung. Bekannt ist er auch für seine Leistungen auf dem Gebiet der Optik: die von ihm verfochtene Teilchentheorie des Lichtes und die Erklärung des Lichtspektrums.
Er beschäftigte sich ebenfalls mit theologischen, historischen und alchemistischen Untersuchungen.

## Leben und Wirken

### Kindheit und Jugend
Newtons gleichnamiger Vater Isaac Newton, ein erfolgreicher Schafzüchter und Inhaber des Titels Lord of the Manor, starb drei Monate vor der Geburt seines Sohnes. 1646 heiratete seine Mutter Hannah Ayscough zum zweiten Mal. Sie zog zu ihrem Ehemann Barnabas Smith, der Pfarrer in der nahen Gemeinde North Witham war, und Isaac blieb bei seiner Großmutter Margery Ayscough in Woolsthorpe. Newton empfand über diese Vernachlässigung zeitlebens Bitterkeit, und er kam auch nicht mit seinem Großvater James Ayscough klar. Dieser hinterließ ihm nichts, als er 1653 starb, und Newton erwähnte ihn später nie mehr. Als er mit 19 Jahren seine Sünden auflistete, war darunter auch der Wunsch, das Haus seiner Mutter und seines Stiefvaters Smith anzuzünden. Nach dem Tod seines Stiefvaters 1653 kehrte seine Mutter nach Woolsthorpe zurück und Newton lebte kurz mit ihr, seiner Großmutter und den drei Kindern aus der Ehe seiner Mutter mit Smith. Als er bald darauf die Kings School in Grantham besuchte, eine öffentliche Schule (Free Grammar School) 5 Meilen von Woolsthorpe, wohnte er in Grantham bei einer Familie Clark. Am Schulunterricht war er nach den Schulberichten wenig interessiert, soll aber zu Hause Vergnügen an mechanischen Basteleien gefunden haben. Seine nunmehr wohlhabende Mutter, eine Gutsbesitzerin, holte ihn versuchsweise von der Schule, damit er die Verwaltung ihres Vermögens übernahm, es zeigte sich aber, dass er dafür kein Talent und Interesse hatte. Newtons Onkel William Ayscough überzeugte die Mutter, dass Newton studieren sollte, und Newton besuchte ab 1660 wieder die Schule in Grantham, wobei er diesmal beim Schulleiter Stokes wohnte und mehr Lerneifer zeigte.

### Studium  in Cambridge
Am 5. Juni 1661 begann er am Trinity College in Cambridge zu studieren, einem College, das schon sein Onkel besuchte. Er war – trotz des Vermögens seiner Mutter – ein Sizar, das heißt, sein finanzieller Unterhalt wurde teilweise vom College übernommen. Dafür musste er als Diener für andere Studenten arbeiten. Möglicherweise war ein entfernter Verwandter und Fellow des Trinity College, Humphrey Babington (1615–1691), sein Patron.
Er studierte zunächst mit der Absicht, Jurist zu werden. Ab dem dritten Studienjahr hatte er aber mehr Freiheiten in den Studienfächern. Damals war in Cambridge die Lehre von Aristoteles und die spätscholastische Schule der Cambridger Platoniker tonangebend, das bedeutete qualitative Naturphilosophie anstelle quantitativer Untersuchungen im Sinne von Galilei. Newtons Notizen aus der Studienzeit, die er Quaestiones quaedam philosophicae (Einige philosophische Fragen) betitelte, zeigen den Einfluss von Descartes’ mechanistisch-dualistischem Denken, Gassendis atomistischen Vorstellungen und Henry Mores platonisch-hermetischen Ansichten. Weiter studierte er Thomas Hobbes und Robert Boyle. Obwohl sie radikal unterschiedlich sind, beeinflussten die Anschauungen der Mechanisten bzw. Hermetiker fortan Newtons Denken und bildeten – in ihrer Spannung – das Grundthema seiner Laufbahn als Naturphilosoph. Den Quaestiones stellte er allerdings den Spruch voran, dass Aristoteles und Platon seine Freunde seien, sein bester Freund sei aber die Wahrheit. Er studierte auch Galileo Galilei und Johannes Kepler (Optik).
Ab Ende 1663 begann er sich auch für Mathematik zu interessieren, las Euklids Abhandlung über die Elemente in der Ausgabe von Isaac Barrow, William Oughtred (Clavis mathematica), die Geometrie von Descartes und das Buch von Frans van Schooten darüber, die Ausgabe der Gesammelten Werke von François Viète von Frans van Schooten (mit Anhängen seiner Schüler Johan de Witt, Johan Hudde, Hendrick van Heuraet) und die Algebra von John Wallis, die auch schon erste Ansätze zur Analysis enthielt und Newton unmittelbar zu eigenen Arbeiten anregte. Barrow war 1663 Fellow des Trinity College geworden, Newton kam aber wohl erst ein paar Jahre später in näheren Kontakt zu ihm auf mathematischem Gebiet.
Am 28. April 1664 wurde er Scholar, und im April 1665 erhielt er den Bachelor-Abschluss. Sein eigentlicher Durchbruch als Mathematiker und Naturwissenschaftler erfolgte, als die Universität im Sommer 1665 wegen der Großen Pest geschlossen wurde und er an seinen Wohnort Woolsthorpe zurückkehrte, wo er die nächsten zwei Jahre bis zur Wiedereröffnung der Universität in relativer wissenschaftlicher Isolation verbrachte.
Nach seinem eigenen Bezeugen in den Quaestiones hatte er in den Jahren 1665/1666 seine ersten weitreichenden Ideen, die ihn auf die Spur seiner drei großen Theorien führten: der Infinitesimalrechnung (in Newtons Terminologie Theorie der Fluxionen), der Theorie des Lichts und der Gravitationstheorie. Wie weit er mit seinen theoretischen Ansätzen in dieser frühen Zeit schon war, ist unklar. Die Veröffentlichung seiner Lehren auf diesen Gebieten bzw. Zirkulation seiner diesbezüglichen Manuskripte erfolgte erst viel später.

### Weiteres Wirken in Cambridge
Nach Aufhebung der Pest-Quarantäne im Jahr 1667 wurde Newton „Fellow“ des Trinity College. Dies bedeutete nicht nur Zustimmung zu den 39 Artikeln der Church of England, sondern auch das Zölibatsgelübde. Außerdem musste er innerhalb von sieben Jahren die geistlichen Weihen empfangen. 1669 wurde er dort Inhaber des Lucasischen Lehrstuhls für Mathematik. Sein Vorgänger Isaac Barrow, der sich zurückzog, hatte ihn selbst empfohlen. Im selben Jahr erschien De Analysi per Aequationes Numeri Terminorum Infinitas, Vorläufer der Infinitesimalrechnung, als Manuskript. Von 1670 bis 1672 lehrte er Optik, wobei er besonders die Lichtbrechung untersuchte.
1672 baute Newton ein Spiegelteleskop, das er der Royal Society in London vorführte. Im selben Jahr veröffentlichte er seine Schrift New Theory about Light and Colours in den Philosophical Transactions der Royal Society. Dieses Papier rief große Diskussionen hervor. Besonders zwischen ihm und Robert Hooke, dem Kurator und späteren Sekretär der Royal Society, herrschte ein angespanntes Verhältnis, da beide angesehene Wissenschaftler waren, doch grundverschiedene Meinungen hatten und jeder auf sein „Recht“ pochte.
Kritik an seinen Veröffentlichungen konnte Newton schwer ertragen, daher zog er sich mehr und mehr aus der wissenschaftlichen Gemeinde zurück und konzentrierte sich auf seine alchemistischen Versuche. Um 1673 begann er, die Texte der Heiligen Schrift und der Kirchenväter intensiv zu studieren – eine Tätigkeit, die ihn bis zu seinem Tod in Anspruch nahm. Seine Studien führten ihn zu der Überzeugung, dass die Dreifaltigkeitslehre eine Häresie sei, die den Christen im 4. Jahrhundert eingeredet worden sei. 1675 erwirkte er einen Dispens von der Verpflichtung, die Weihen zu empfangen – wohl weil dies seinen unorthodoxen Ansichten widersprochen hätte.

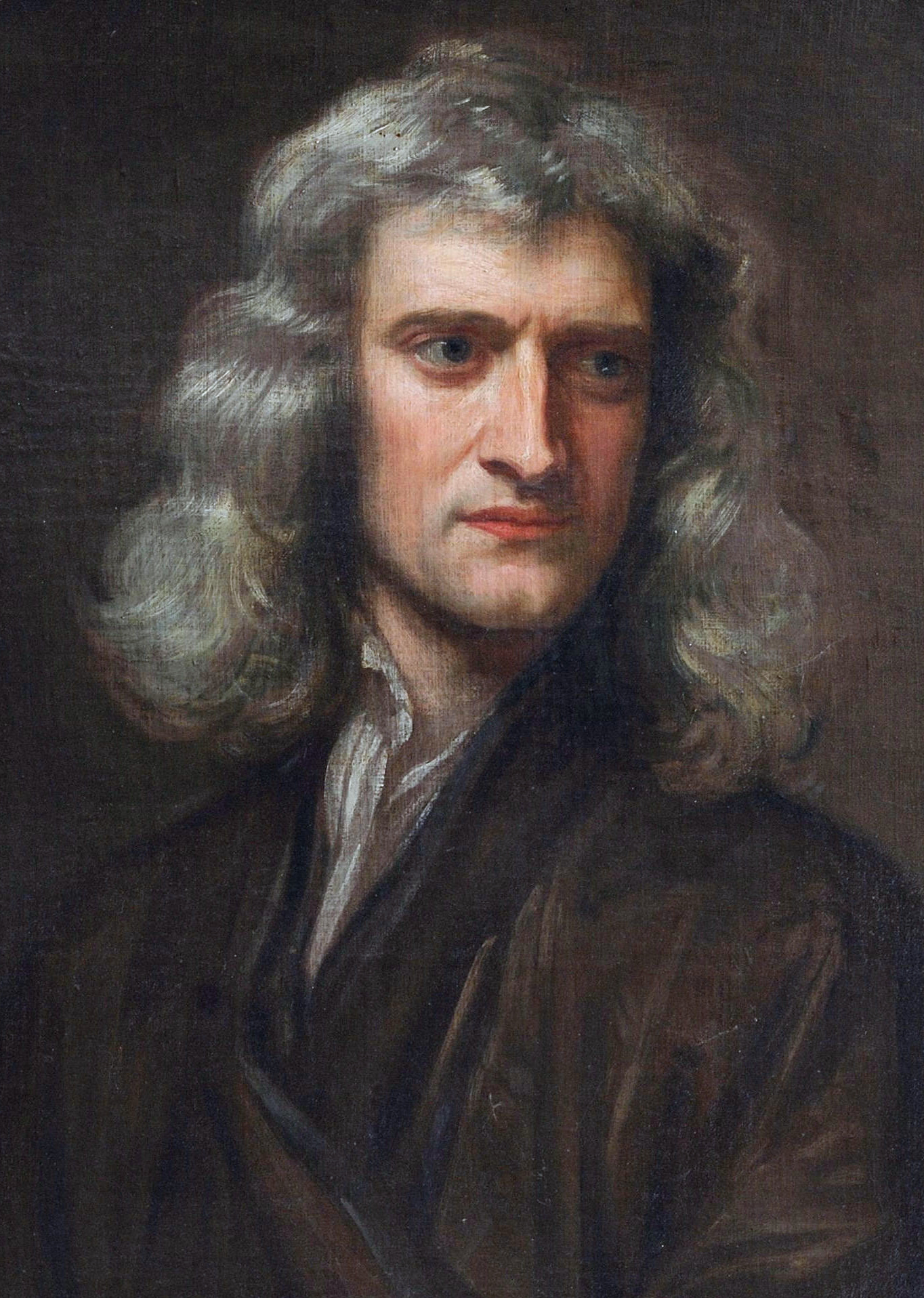
Isaac Newton 1689; Gemälde von Godfrey Kneller

1678 erlitt Newton einen Nervenzusammenbruch; im folgenden Jahr starb seine Mutter. Sechs Jahre lang, bis 1684, befand sich Newton in einer Phase der Isolation und der Selbstzweifel. 1679 kehrte er zu seinen früheren Überlegungen zur Mechanik zurück; sein neunseitiger Brief De motu corporum in gyrum von 1684 enthielt die Grundzüge dessen, was er drei Jahre später in den Principia darlegte. In diesem Werk vereinte er die Forschungen Galileo Galileis zur Beschleunigung, Johannes Keplers zu den Planetenbewegungen und Descartes’ zum Trägheitsproblem zu einer dynamischen Theorie der Gravitation und legte die Grundsteine der klassischen Mechanik, indem er die drei Grundgesetze der Bewegung formulierte. Newton wurde nun international anerkannt; junge Wissenschaftler, die seine unorthodoxen naturwissenschaftlichen (und auch theologischen) Ansichten teilten, scharten sich um ihn. Wieder folgte ein Streit mit Hooke – dieses Mal über das Gravitationsgesetz. (Hooke behauptete, Newton habe ihm die Idee, dass die Schwerkraft mit dem Quadrat der Entfernung abnimmt, gestohlen – s. u. „Mechanik“.)
1687 hatte er auch eine wesentliche Rolle in der Protestbewegung, die König James II. hindern wollte, die Universität Cambridge in eine katholische Einrichtung umzuwandeln. Um 1689 begann Newton einen theologischen Briefwechsel mit dem englischen Philosophen John Locke (1632–1704) sowie eine sehr intensive Freundschaft mit dem Schweizer Mathematiker Nicolas Fatio de Duillier. Er wurde als Abgesandter seiner Universität für ein Jahr Mitglied des englischen Parlamentes. Im House of Commons folgte er auf Robert Brady. Als im Jahr 1693 die Freundschaft mit Fatio zerbrach, erlitt er einen weiteren Nervenzusammenbruch; seine Freunde Locke und Samuel Pepys waren alarmiert und kümmerten sich um ihn.

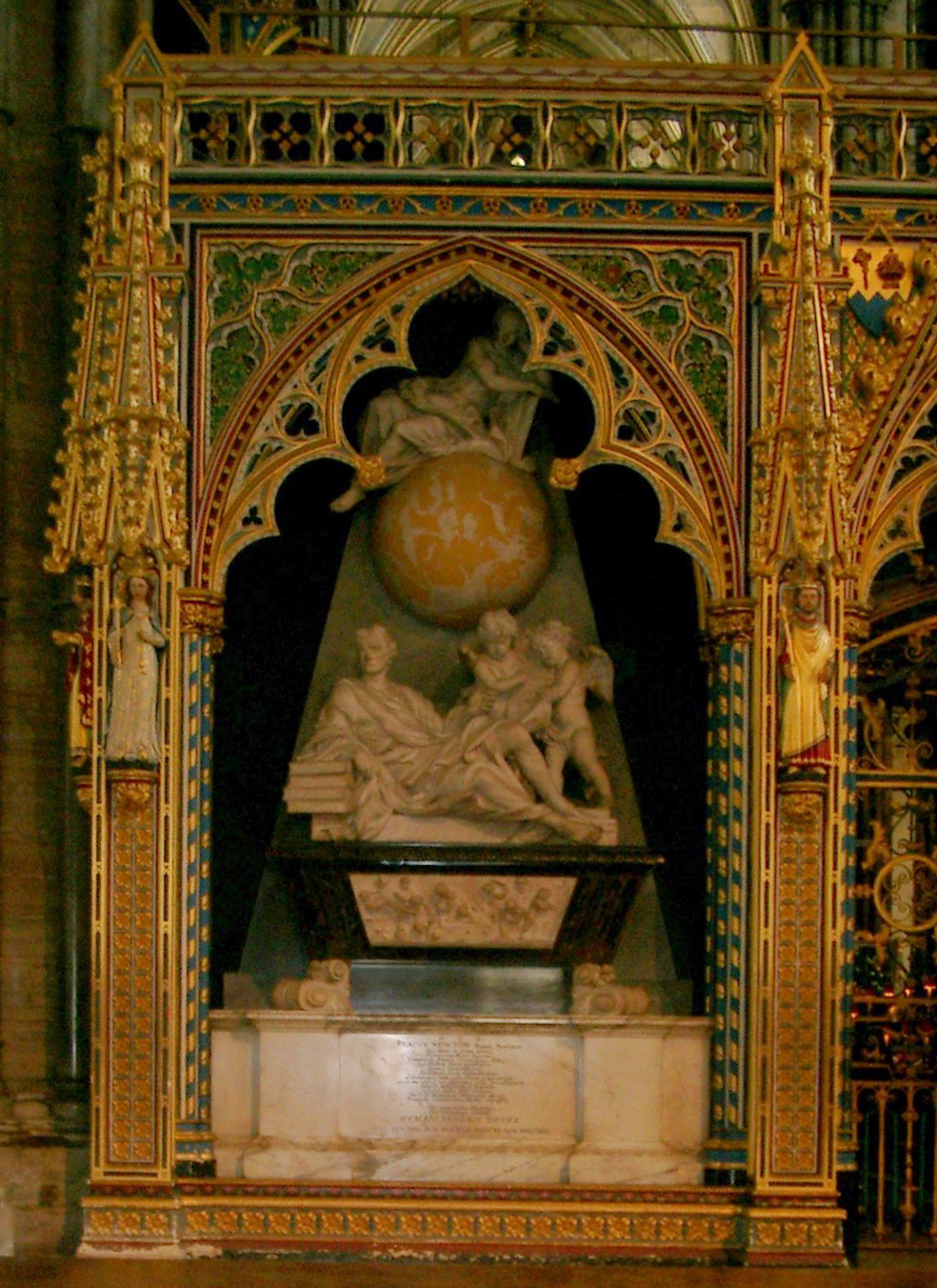
Grabmonument Isaac Newtons an der Chorschranke in Westminster Abbey

### Leiter der Münze, Aufenthalt in London
1696 wurde er durch Vermittlung seines Freundes, des späteren Earl of Halifax, Wardein der Royal Mint in London; 1699 wurde er zu ihrem „Master“ ernannt. Damit war seine Karriere als schöpferischer Wissenschaftler faktisch beendet. Das Amt des Wardein wurde allgemein als lukrative Pfründe angesehen, Newton aber nahm seine Aufgabe ernst. Sein hartes Vorgehen gegen Falschmünzer war berüchtigt. 1701 trat er von seinen Pflichten als Professor in Cambridge zurück; im selben Jahr veröffentlichte er (anonym) sein Gesetz über die Abkühlung fester Körper an der Luft. Von 1701 bis 1702 war er außerdem noch einmal Abgeordneter des Wahlkreises Cambridge University im House of Commons; in dieser Funktion folgte ihm Arthur Annesley. Nach dem Tode von Hooke wurde er 1703 Präsident der Royal Society, eine Position, die er bis zu seinem Tod innehatte. Er konnte endlich seine Opticks (1704) veröffentlichen. 1705 wurde er von Königin Anne – nicht wegen seiner Verdienste um die Wissenschaft, sondern für seine politische Betätigung – zum Ritter geschlagen. Im selben Jahr begannen auch die Prioritätsschwierigkeiten mit Gottfried Wilhelm Leibniz über die Erfindung der Infinitesimalrechnung.
Bereits seit 1696 lebte Newton in London. Er bewohnte ein herrschaftliches Haus, das ein kleines Observatorium beherbergte, und studierte Alte Geschichte, Theologie und Mystik. Ab 1697 (1707?) wurde Newtons Haus von seiner Halbnichte Catherine Barton geführt. Newton war nicht verheiratet. Nach den von William Stukeley gesammelten Erinnerungen an Newton fasste er in seiner Schulzeit in Grantham eine Neigung zur Tochter des Apothekers, bei dem er wohnte. Die Freundschaft hielt auch an, als sie einen anderen heiratete.
1720 verlor er bei der Südsee-Spekulation 20.000 Pfund (heute etwa 3 Millionen Euro), nachdem er zuvor größere Gewinne gemacht hatte. Er klagte, „er könne die Bewegung der Sterne berechnen, aber nicht die Dummheit der Menschen“, blieb jedoch bis zu seinem Tod ein wohlhabender Mann.

### Tod
In den folgenden Jahren machten ihm Blasensteine zunehmend zu schaffen. Acht Tage nach seinem Tod wurde Newton unter großen Feierlichkeiten in der Westminster Abbey beigesetzt.
Newton galt als recht zerstreut und bescheiden, reagierte jedoch häufig mit großer Schärfe auf Kritik. Bekannt ist sein von Rivalität gekennzeichnetes Verhältnis zu anderen Wissenschaftlern wie Robert Hooke, Christiaan Huygens, John Flamsteed und Gottfried Wilhelm Leibniz. 
Nachdem Flamsteed ein Verfahren wegen geistigen Diebstahls gewonnen hatte, tilgte Newton in der zweiten Ausgabe der „Principia“ von 1713 jeden Hinweis auf Flamsteed (obwohl er gerade dessen präzisen Beobachtungen viel verdankte).

## Forschung in Naturwissenschaft und Philosophie

### Optik

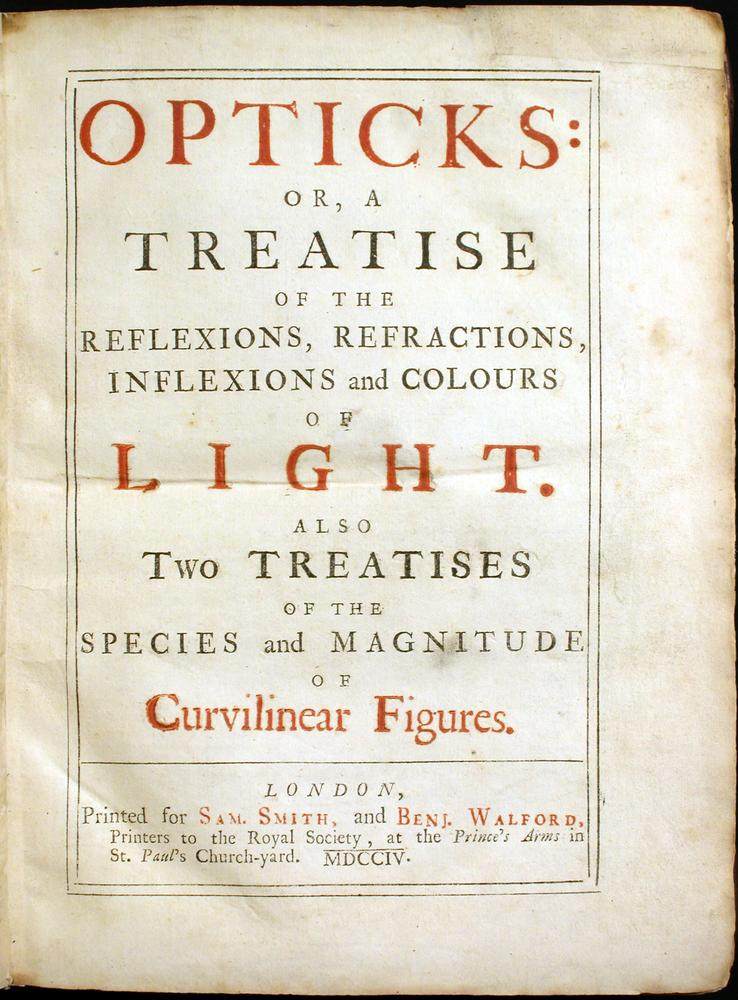
Titelblatt der vierten Auflage: Opticks or a treatise of the reflections, refractions, inflections and colours of light, 1730

Newton hielt seine Antrittsvorlesungen über seine Theorie der Farben. Als die Royal Society von seinem Spiegelteleskop erfuhr, konnte er es dort vorführen und stieß auf lebhaftes Interesse. In einem Brief an die Royal Society erwähnte er im Zusammenhang mit dem Bau des neuartigen Teleskops gegenüber dem damaligen Sekretär Henry Oldenburg eine neue Theorie des Lichtes. Das Ergebnis war die Veröffentlichung seiner Theorie über das Licht und die Farben, die 1704 die Grundlage für das Hauptwerk Opticks or a treatise of the reflections, refractions, inflections and colours of light bildete („Optik oder eine Abhandlung über die Reflexion, Brechung, Beugung und die Farben des Lichtes“).
Seit Johannes Keplers Schrift Paralipomena war die Optik ein zentraler Bestandteil der wissenschaftlichen Revolution des 17. Jahrhunderts. Ähnlich wie die Untersuchungen Galileo Galileis auf dem Gebiet der Mechanik hatte René Descartes’ Entdeckung des Gesetzes der Lichtbrechung die Ansicht untermauert, dass der Kosmos insgesamt nach mathematischen Grundsätzen angelegt sei. Abweichend von der antiken Vorstellung, farbige Erscheinungen beruhten auf einer Veränderung des Lichtes (das von Natur aus weiß sei), kam Newton durch Experimente mit Lichtspalt und Prisma zu dem Ergebnis, dass weißes Licht zusammengesetzt ist und durch das Glas in seine Farben zerlegt wird. (Vorläufer hatten behauptet, das Prisma füge die Farben hinzu.) Auf diese Weise konnte er mühelos die Entstehung des Regenbogens erklären. 1666 entdeckte er bei seinen optischen Untersuchungen auch die nach ihm benannten Newtonschen Ringe.
Als Robert Hooke, ein Vertreter der Wellentheorie, einige seiner Ideen kritisierte, war Newton so empört, dass er sich aus der öffentlichen Diskussion zurückzog. Die beiden blieben bis zu Hookes Tod erbitterte Kontrahenten.

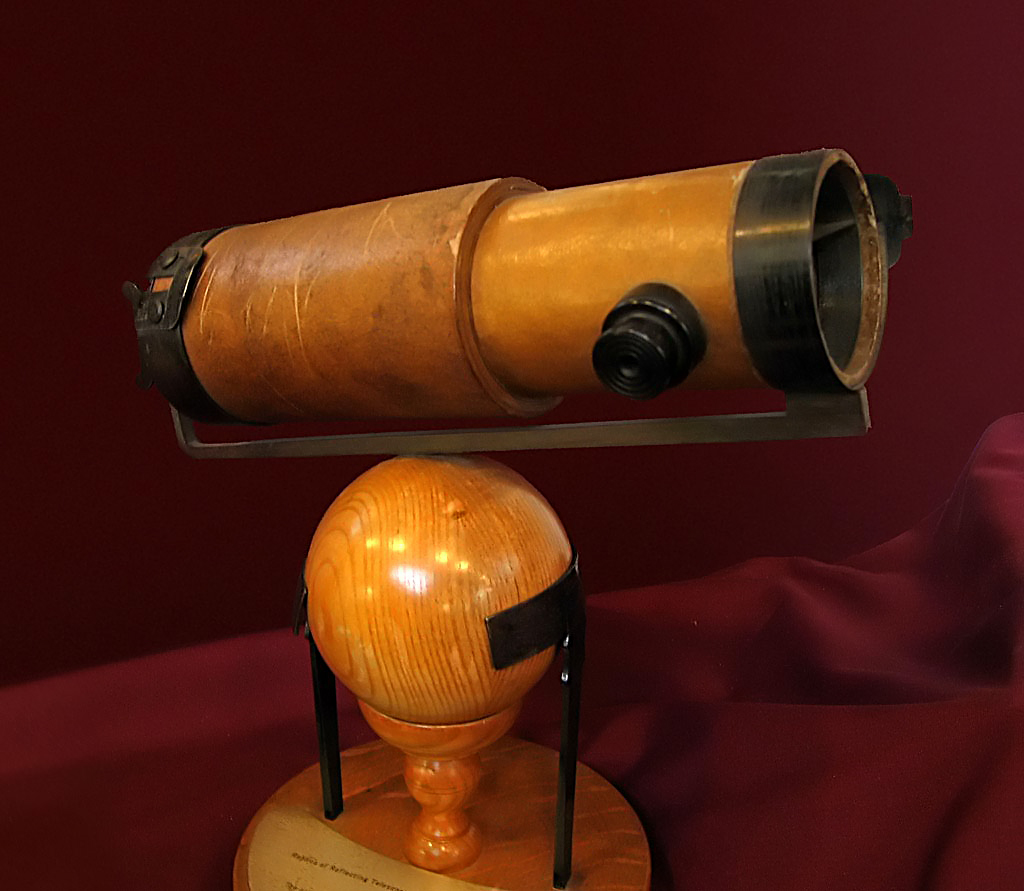
Newtons Spiegelteleskopmodell von 1672 für die Royal Society (Nachbildung).

Aus seiner Arbeit schloss Newton, dass jedes mit Linsen aufgebaute Fernrohr unter der Dispersion des Lichtes leiden müsse, und schlug ein Spiegelteleskop vor, um die Probleme zu umgehen. 1672 baute er ein erstes Exemplar (siehe Abb.). Der von ihm vorgeschlagene (und später nach ihm benannte) Typ wurde für viele Generationen das Standardgerät für Astronomen. Allerdings war Newtons Prototyp den damals gebräuchlichen Linsenteleskopen nicht überlegen, da sein Hauptspiegel nicht parabolisiert war und daher unter sphärischer Aberration litt. Später wurden achromatische Linsenkombinationen aus Gläsern verschiedener Brechungseigenschaften für Fernrohre entwickelt.
Seine Feststellung, dass einzelne Lichtstrahlen unveränderliche Eigenschaften haben, führte ihn zu der Überzeugung, Licht bestehe aus (unveränderlichen und atomähnlichen) Lichtteilchen. Damit wich er grundlegend von Descartes ab, der Licht als Bewegung in Materie beschrieben hatte und weißes Licht als ursprünglich (und sich damit nicht so weit von Aristoteles entfernt hatte). Nach Newton entsteht der Eindruck der Farben durch Korpuskeln unterschiedlicher Größe.
In seinem Vortrag Hypothesis of Light von 1675 führte Newton das Ätherkonzept ein: Lichtpartikel bewegen sich durch ein materielles Medium – dies war reiner Materialismus. Unter dem Einfluss seines Kollegen Henry More ersetzte er den Lichtäther jedoch bald durch – aus dem hermetischen Gedankengut stammende – okkulte Kräfte, die die Lichtpartikel anziehen bzw. abstoßen.
Mit der Teilchentheorie des Lichtes waren allerdings Phänomene wie die – von Newton selbst beschriebene und genutzte – Interferenz oder die Doppelbrechung (auf Grund von Polarisation, von Erasmus Bartholin bereits im Jahr 1669 beschrieben) nicht erklärbar.
In der New Theory about Light and Colours vertrat Newton neben seiner Farb- auch seine Korpuskeltheorie. Dies führte zu einem wiederum erbittert ausgetragenen Disput mit Christiaan Huygens und dessen Wellentheorie des Lichtes, den er 1715 durch Desaguliers vor der Royal Society für sich entscheiden ließ. Nachdem Thomas Young im Jahre 1800, lange nach beider Tod, weitere Experimente zur Bestätigung der Wellentheorie durchgeführt hatte, wurde diese zur herrschenden Lehre. Heute sind beide Theoriekonzepte in der Quantenmechanik mathematisch vereint – wobei allerdings das moderne Photonenkonzept mit Newtons Korpuskeln kaum etwas gemeinsam hat.

### Mechanik

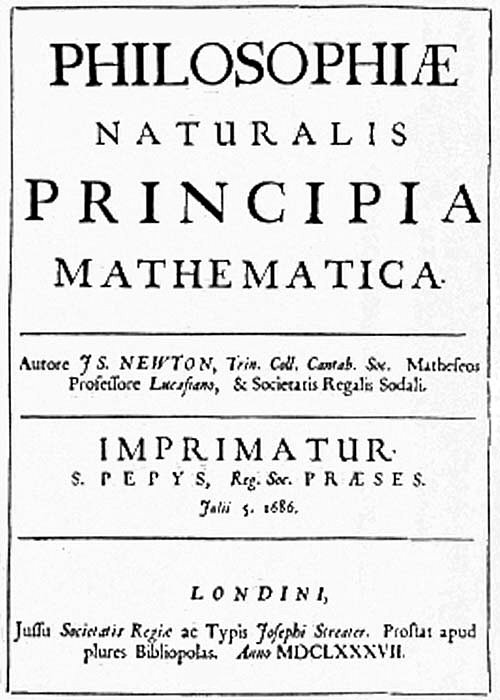
Titelblatt von Philosophiae Naturalis Principia Mathematica (1687)

Auch die Grundsteine der klassischen Mechanik, die drei Grundgesetze der Bewegung und die Konzepte von absoluter Zeit, absolutem Raum und der Fernwirkung (und so auch indirekt das Konzept des Determinismus) wurden von ihm gelegt. Zusammen waren dies die wesentlichen Grundprinzipien der Physik seiner Zeit. Newton lehrte eine dualistische Naturphilosophie – beruhend auf der Wechselwirkung von aktiven immateriellen „Naturkräften“ mit der absolut passiven Materie –, die zur Basis des naturwissenschaftlichen Weltbildes vieler Generationen wurde. Erst die Relativitätstheorie Albert Einsteins machte deutlich, dass Newtons Mechanik einen Spezialfall behandelt.
Vom Jahr 1678 an beschäftigte er sich, in Zusammenarbeit mit Hooke und Flamsteed, wieder intensiv mit Mechanik, insbesondere mit den von Kepler formulierten Gesetzen. Seine vorläufigen Ergebnisse veröffentlichte er 1684 unter dem Titel De motu corporum in gyrum. In diesem Brief ist allerdings noch nicht die Rede von der universellen Wirkung der Schwerkraft; auch seine drei Gesetze der Bewegung werden hier noch nicht dargelegt. Drei Jahre später erschien, dieses Mal mit Unterstützung von Edmond Halley, die Zusammenfassung Philosophiae Naturalis Principia Mathematica (Mathematische Grundlagen der Naturphilosophie). Mit diesem Werk wollte er insbesondere die Naturphilosophie von Descartes ablösen (Principia philosophiae, 1644), obwohl er von diesem das Konzept der Trägheit übernehmen musste, das ein Zentralpunkt der newtonschen Mechanik wurde.
Newton war der Erste, der Bewegungsgesetze formulierte, die sowohl auf der Erde wie auch am Himmel gültig waren – ein entscheidender Bruch mit den Ansichten der traditionellen Lehre von Aristoteles und späterer Peripatetiker, wonach die Verhältnisse im Himmel grundlegend andere seien als auf der Erde. Darüber hinaus lieferte er die geometrische Argumentation für Keplers drei Gesetze, führte sie auf einheitliche Ursachen (Fernwirkung der Gravitation und Trägheit) zurück und erweiterte sie dahingehend, dass nicht nur Ellipsen, sondern sämtliche Kegelschnitte möglich seien (Georg Samuel Dörffel hatte allerdings bereits 1681 gezeigt, dass Kometen sich auf hyperbolischen Bahnen bewegen). Mit seinen drei Bewegungsgesetzen und der Einführung der allgemein wirkenden Schwerkraft (auch das Wort Gravitation geht auf ihn zurück) hatte Newton die Arbeiten von Kopernikus, Kepler und Galilei überzeugend bestätigt.
Seine Mechanik galt Generationen von Wissenschaftlern und Historikern als fundamentaler Beitrag im Sinne rationaler Begründung von Naturgesetzen (hypotheses non fingo bedeutet sinngemäß: „In der Experimentalphilosophie gibt es keine Unterstellungen“). Dabei wird gerne übersehen, dass Newtons Überlegungen auf einem Konzept beruhten, das durchaus nicht als objektiv wissenschaftlich gilt: der hermetischen Tradition, mit der er sich während der Quarantänezeit 1665–1666 eingehend beschäftigt hatte. Die traditionelle Naturphilosophie erklärte Naturerscheinungen mit der Bewegung materieller Teilchen (so etwa statische Elektrizität) durch ein ätherartiges Medium (so noch Newtons Hypothesis of Light von 1675). Eine Fernwirkung (durch „Kräfte“) erschien ihr ebenso unmöglich wie das Vakuum. So findet sich sowohl bei Descartes wie bei Leibniz (1693) die Vorstellung, dass Wirbel in einem „Fluidum“ (Lateinisch für Flüssigkeit) die Planeten auf ihren Bahnen hielten. Von 1679 an jedoch schrieb Newton gewisse Vorgänge (exotherme Reaktion oder Oberflächenspannung) der Wirkung anziehender bzw. abstoßender Kräfte zu – dies war eine direkte Umsetzung der okkulten „Sympathien“ bzw. „Antipathien“ der hermetischen Naturphilosophie. Wesentlich neu war jedoch, dass Newton diese Kräfte als Quantitäten behandelte, die sich sowohl experimentell als auch mathematisch-geometrisch fassen lassen.
1679 suchte Hooke den Kontakt mit Newton zu erneuern und erwähnte in einem Brief seine Theorie der Planetenbewegung. Darin war die Rede von einer Anziehungskraft, die mit der Entfernung abnimmt; Newtons Antwort ging von konstanter Schwerkraft aus. Dieser Briefwechsel (der sich mit einem Experiment auf der Erde befasste) war Ausgangspunkt des späteren Plagiatsvorwurfs von Hooke an Newton. Newton musste zugeben, dass Hooke ihn auf den richtigen Weg geführt habe: 1. eine Bahnellipse rührt von einer (mit dem Quadrat der Entfernung von einem Brennpunkt) abnehmenden Anziehungskraft her und 2. erklärt dieses Konzept außerirdische, also planetarische Bewegung. Jedoch beruhte Hookes Vorschlag abnehmender Schwerkraft auf Intuition, nicht – wie bei Newton – auf Beobachtung und logischer Ableitung. Außerdem hatte Newton selbst das Konzept quadratisch abnehmender Schwerkraft bereits 1665/66 entwickelt. Andererseits kam Newton auf den Gedanken der universellen (also auch außerirdischen) Wirkung der Schwerkraft erst deutlich nach 1680.
Es wird auch die Geschichte erzählt, dass Isaac Newton durch die Betrachtung eines Apfels am Apfelbaum, evtl. auch des Falls des Apfels vom Baum, im Garten von Woolsthorpe Manor auf die Idee kam, die Himmelsmechanik beruhe auf derselben Gravitation wie der Fall von Äpfeln auf die Erde. Dies geht auf die Memoires of Sir Isaac Newton’s Life von William Stukeley zurück; mit ähnlichen Worten schilderte Voltaire die legendäre Entdeckung. Ob es sich wirklich so zugetragen hat, bleibt fraglich. Fachleute halten es für möglich, dass Newton selbst in späteren Jahren die Geschichte erfunden hat, um darzulegen, wie er Einsichten aus Alltagsbeobachtungen gewonnen habe.
Die geometrisch orientierten Darlegungen Newtons in den Principia waren nur Fachleuten verständlich. Daran änderten auch zwei spätere Ausgaben (1713 mit wesentlichen Erweiterungen und 1726) nichts. Der Durchbruch auf dem Kontinent ist Émilie du Châtelet zu verdanken, die von 1745 an das Werk ins Französische übersetzte, die geometrische Ausdrucksweise Newtons in die von Leibniz entwickelte Notation der Infinitesimalrechnung übertrug und seinen Text mit zahlreichen eigenen Kommentaren ergänzte.

### Mathematik
Zusätzlich zu seinen fundamentalen Leistungen zur Physik war Newton neben Gottfried Wilhelm Leibniz einer der Begründer der Infinitesimalrechnung und erbrachte wichtige Beiträge zur Algebra.
Zu seinen frühesten Leistungen zählt eine verallgemeinerte Formulierung des Binomischen Lehrsatzes mit Hilfe von unendlichen Reihen. Er bewies, dass es für sämtliche reellen Zahlen (also auch negative und Brüche) gültig ist.
Anfang des 17. Jahrhunderts hatten Bonaventura Cavalieri und Evangelista Torricelli den Einsatz infinitesimaler Rechengrößen erweitert. Gleichzeitig nutzten René Descartes und Pierre de Fermat die Algebra, um Flächeninhalte und Steigungen von Kurven zu berechnen. Bereits 1660 verallgemeinerte Newton diese Methoden. Fermat und Newtons Lehrer Isaac Barrow hatten erkannt, dass diese beiden Verfahren eng miteinander verknüpft sind: sie sind zueinander invers. Newton gelang es, sie in der „Fluxionsmethode“ tatsächlich zu verbinden; 1666 entwickelte er die Infinitesimalrechnung. Er veröffentlichte seine Ergebnisse allerdings erst in einem Anhang zu Opticks im Jahr 1704.
Leibniz erarbeitete von 1670 an das gleiche Verfahren; er nannte es „Differentialrechnung“. Während Newton vom physikalischen Prinzip der Momentangeschwindigkeit ausging, versuchte Leibniz eine mathematische Beschreibung des geometrischen Tangentenproblems zu finden. Bis 1699 galt Leibniz als Erfinder; dann veröffentlichte Newtons ehemaliger Freund Fatio eine Schrift, in der er dessen Priorität behauptete und unterstellte, Leibniz habe 1676 bei einem Besuch in London Newtons Idee gestohlen. Das Ergebnis war ein Prioritätsstreit, der bis zum Tod Newtons anhielt.
Newton leistete auch einen bedeutenden Beitrag zur ebenen algebraischen Geometrie, indem er die Kubiken klassifizierte und auf eine elliptische Kurve als Normalform durch birationale Transformationen zurückführte (veröffentlicht 1710).

### Astronomie

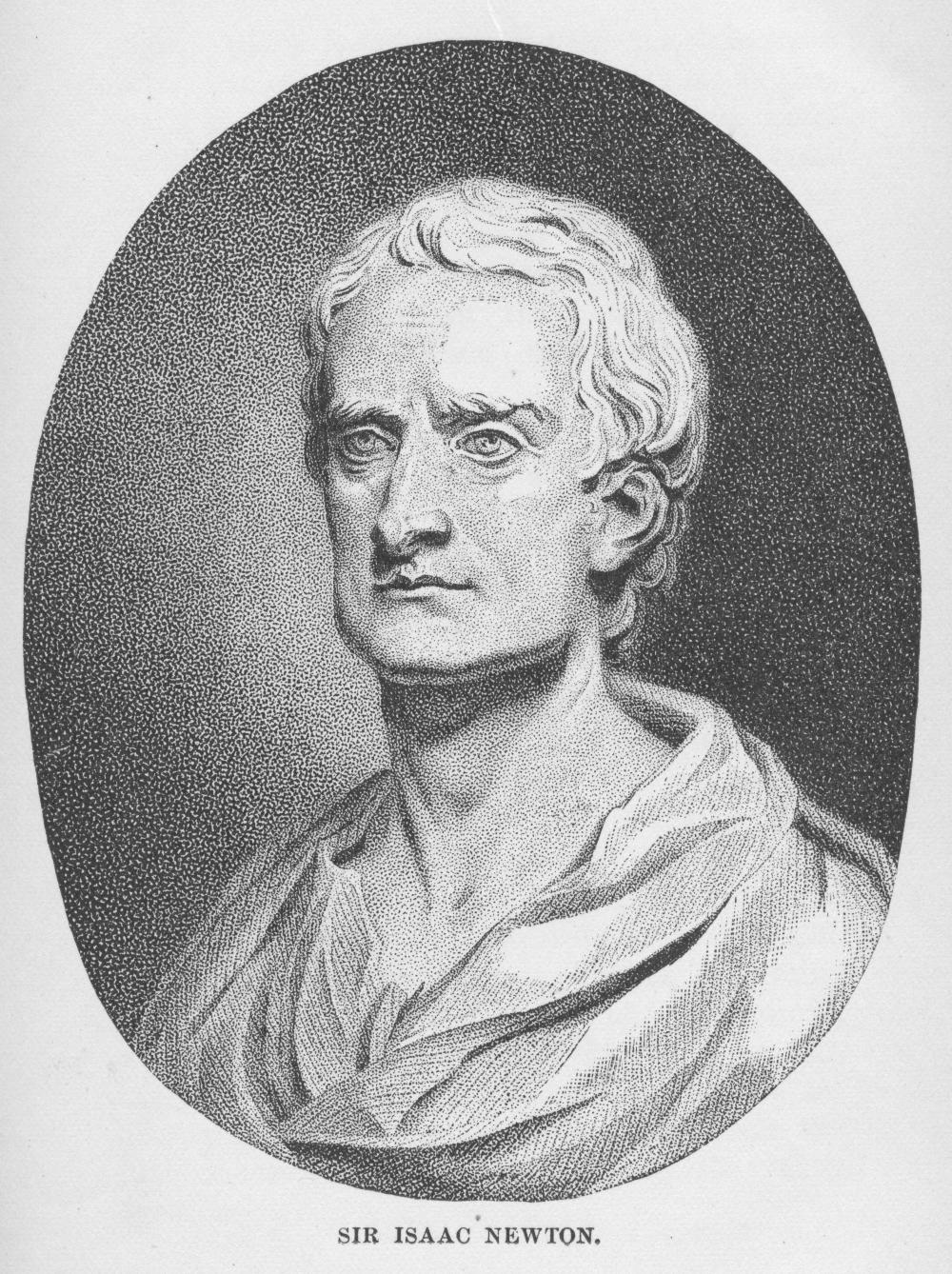
Abbildung aus Sarah Knowles Boltons (1841–1916) Famous Men of Science (1889)

Neben der Anfertigung des ersten funktionierenden Spiegelteleskops und der Entdeckung der Schwerkraft als Ursache der Planetenbewegungen ist eine frühe Theorie zur Entstehung der Fixsterne zu erwähnen. 1712 versuchte er in seiner Eigenschaft als Präsident der Royal Society gemeinsam mit Halley, auf der Basis von Flamsteeds Beobachtungen – und gegen dessen Willen – einen Sternkatalog mit Sternkarte (Historia coelestis Britannica) herauszubringen. Dies führte zu einem weiteren heftigen Streit über Urheberrechte. Ein Gericht entschied zu Gunsten Flamsteeds.

### Weitere Arbeiten
Newton entwickelte auch ein Gesetz, das die Abkühlung fester Körper an der Luft beschreibt. Weiter stellte er, einer Untersuchung von Robert Boyle folgend, in den „Principia“ dar, wie sich die gemessene Schallgeschwindigkeit in Luft begründen lässt. Im selben Werk definierte er die Viskosität einer idealen Flüssigkeit und legte damit den Grundstein zur mathematischen Erfassung des Verhaltens von Fluiden.
Im Jahr 1700 erfand er mit der Newton-Skala eine eigene Temperaturskala. Auch stammt von ihm die erste Skizze eines Gerätes zur Winkelmessung mit Hilfe von Spiegeln und somit die Grundidee für den ein halbes Jahrhundert später erfundenen Sextanten.

## „Der letzte Magier“
Weniger bekannt als seine wissenschaftlichen Errungenschaften aus heutiger Sicht sind Newtons Arbeiten in der christlich-unitarischen Theologie und in der Alchemie als Vorgänger des modernen Naturwissenschaftsverständnisses.

### Theologie
In der Theologie lehnte Newton die Trinitätslehre ab, vertrat also eine antitrinitarische (fachsprachlich: unitarische) Ansicht. Diese Haltung war auf seinem Posten als Fellow/Professor in Cambridge nicht ungefährlich (sein Protégé und Nachfolger William Whiston wurde 1710 unter ebendieser Beschuldigung entlassen). Er beschuldigte Athanasius, mit seinem Trinitätsdogma die christliche Lehre verdorben zu haben (“Athanasius’ corruption of doctrine”), worauf bald danach die allgemeine Korruption des Christentums gefolgt sei: „a universal corruption of Christianity had followed the central corruption of doctrine“.
Seine diesbezüglichen Schriften (darunter Observations Upon the Prophecies of Daniel and the Apocalypse of St. John.) konnten nur postum veröffentlicht werden.
Erst vor dem Hintergrund seiner unitarischen Auffassung, dass Gott nicht dreifaltig, sondern als Einheit die ganze Welt von innen und von außen erfasst und umfasst, konnte Newton seine Vorstellung davon bilden, dass Raum und Zeit das Sensorium Gottes sei, durch das er zu allen Zeiten und allen Orten zugleich wirksam ist.
1728 – gleichfalls nach seinem Tod – erschienen seine chronologischen Berechnungen (The Chronology of Ancient Kingdoms Amended), in denen er versuchte, die klassische Chronologie (vgl. Ussher-Lightfoot-Kalender) mit astronomischen Daten in Übereinstimmung zu bringen. Dabei kam er zu dem Ergebnis, dass die Welt 534 Jahre jünger sei als von James Ussher berechnet.

### Alchemie
Neben seinen physikalischen Arbeiten und dem Studium der Bibel beschäftigte er sich sein ganzes Leben hindurch auch mit Alchemie. Er glaubte, durch seine alchemistischen Versuche Reste eines alten, mit der Sintflut verlorengegangenen, dem ersten Menschen göttlich vermittelten Wissens finden zu können. Auch Nicolas Lenglet Du Fresnoy, ein französischer Historiker des 18. Jahrhunderts, ging noch davon aus, dass die Alchemie schon vor der Sintflut bekannt gewesen sei. So verbrachte Newton (bis etwa 1696) auch viel Zeit mit der Suche nach dem Stein der Weisen, von dem man sich unter anderem versprach, Quecksilber und andere unedle Metalle in Gold umzuwandeln.
Der Wirtschaftswissenschaftler John Maynard Keynes ersteigerte im Jahre 1936 einen Großteil der alchemistischen Handschriften Isaac Newtons für das King’s College in Cambridge. 369 Bücher aus Newtons persönlicher Bibliothek hatten Bezüge zur Mathematik und Physik seiner Zeit, 170 hingegen sind Werke der Rosenkreuzer, der Kabbala und der Alchemie. Keynes bezeichnete Isaac Newton daraufhin als den letzten großen „Renaissance-Magier“.
Newton hat für sich einen alchemistischen Index mit 100 Autoren, 150 Schriften und 5000 Seitenverweisen unter 900 Stichworten angelegt. Jan Golinski vermutet, dass Newton dies in der Hoffnung getan habe, ein zusammenhängendes Ganzes, eine zusammenhängende Lehre daraus ableiten zu können. Betty T. Dobbs meint, dass Newton die alchemistische Literatur bis ins 17. Jahrhundert überaus gründlich studiert habe und dies 30 Jahre lang, ohne Unterbrechung. Der Newton-Biograph Richard Westfall schrieb dazu: „Newton verlor seine erste Liebe [gemeint ist die Alchemie] niemals aus den Augen.“ Westfall nimmt an, dass alchemistische Überlegungen in seine Schrift Hypothesis of Light (1675) eingeflossen seien und dass Newtons Überlegungen zur Orbitalmechanik durch die Alchemie eine Wandlung erfahren hätten. Betty T. Dobbs schreibt: „Newtons Wiedereinführung des Begriffes der Anziehung in seiner Principia und seine dortige Ablehnung eine sich auf den Äther berufende Mechanik als Erklärung der Schwerkraft, schien sowohl Westfall als auch mir ein überzeugendes Argument für den Einfluss der Alchemie auf sein Denken, denn viele alchemistische Abhandlungen behandeln nicht-mechanische aktive Prinzipien, die konzeptuell vergleichbar mit Newtons Gravitationstheorie sind.“

## Nachlass
Newton vererbte seinen schriftlichen Nachlass seiner Nichte Catherine Barton und ihrem Mann John Conduitt. Deren Tochter heiratete 1740 ein Mitglied der adligen Portsmouth-Familie, auf deren Landsitz in Hurstbourne Park in Hampshire der Nachlass, deshalb auch Portsmouth Collection genannt, war. 1872 übergab der Earl of Portsmouth den wissenschaftlichen Teil des Nachlasses an die Cambridge University Library. Der Rest wurde 1888 in Cambridge katalogisiert. Er kam 1936 bei Sotheby’s zur Versteigerung, erbrachte aber nur 9000 Pfund. Einen Großteil der alchemistischen Manuskripte ersteigerte dabei John Maynard Keynes, der sie dem King’s College in Cambridge übergab. Viele der theologischen Manuskripte wurden von Abraham Yahuda ersteigert, über den sie zum großen Teil an die Israelische Nationalbibliothek gelangten. Der Rest ist in mehrere Bibliotheken weltweit zerstreut, unter anderem die Dibner-Collection, das Babson College (Massachusetts), die Smithsonian Institution. Weitere Sammlungen von Newton Manuskripten sind in den Archiven der Royal Society, der Bibliothek des Trinity College in Cambridge, der Bodleian Library in Oxford (besonders zu Newtons theologischen und chronologischen Arbeiten), dem Public Record Office (aus Newtons Arbeit bei der Münze).

## Würdigung

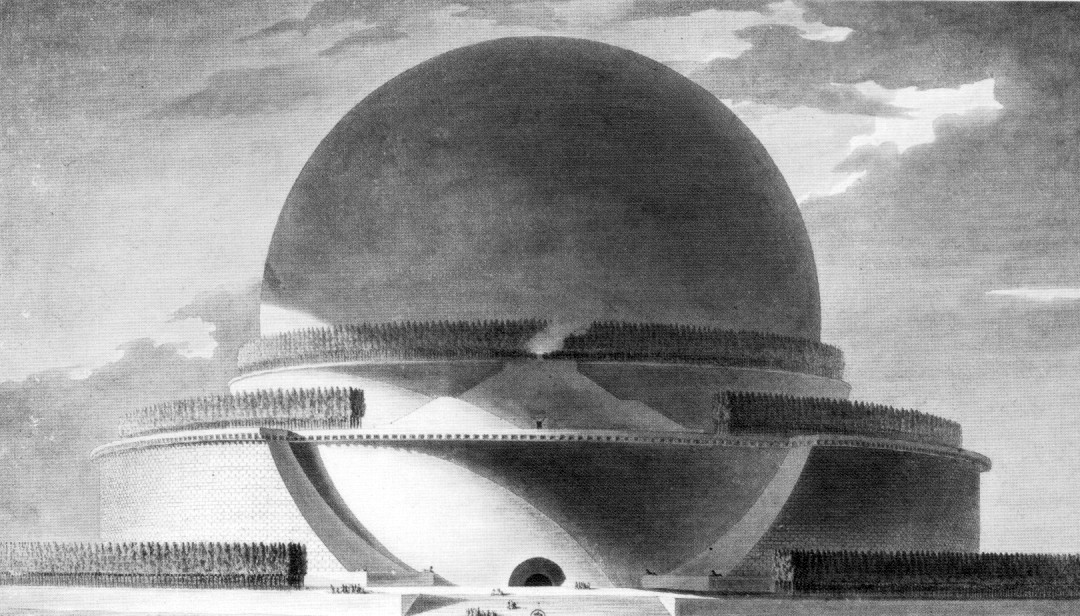
Étienne-Louis Boullée: Kenotaph für Isaac Newton, Entwurf, 1784

Das auch Newton-Pendel oder Newton-Wiege genannte Kugelstoßpendel – ein physikalisches Spielzeug

1699 wurde er auswärtiges Mitglied der Académie des sciences in Paris.
Nach Newton sind das Newtonverfahren und die SI-Einheit der Kraft (Newton), die newtonschen Axiome, das newtonsche Fluid, das Newton-Element sowie die Newton-Cotes-Formeln benannt, außerdem der am 30. März 1908 von Joel Hastings Metcalf in Taunton entdeckte Asteroid (662) Newtonia, der am 5. September 1986 von Henri Debehogne am La-Silla-Observatorium entdeckte Asteroid (8000) Isaac Newton, der Marskrater Newton sowie Newton, ein Mondkrater. Ein luxemburgisches Schiff trägt seinen Namen. Ferner ist er Namensgeber für die Île Newton in der Antarktis. Auch die Pflanzengattung Newtonia Baill. aus der Familie der Hülsenfrüchtler (Fabaceae) ist nach ihm benannt.
Am 9. Februar 1978 gab die Bank of England eine Banknote im Wert von einem Pfund Sterling mit seinem Bildnis heraus, die bis zum 11. März 1988 gültig blieb.
2015 wurden zunächst seine theologischen und 2017 seine wissenschaftlichen und mathematischen Papiere in das Weltdokumentenerbe der UNESCO aufgenommen.

## Rezeption
Die erste Biografie Newtons wurde 1728 von Bernard le Bovier de Fontenelle, dem Sektretär der Académie des sciences, veröffentlicht.
Drei Jahre nach seinem Tod erdachte Alexander Pope folgende Inschrift für Newtons Grab, die dort aber nicht ausgeführt wurde:

“Nature and Nature’s Laws lay hid in Night:
God said, Let Newton be! and all was Light.”

„Natur und der Natur Gesetz waren in Nacht gehüllt;
Gott sprach: Es werde Newton! Und das All ward lichterfüllt.“

Das Newton Project von Rob Iliffe hat es sich zur Aufgabe gemacht, die unveröffentlichten Schriften von Newton allgemein zugänglich zu machen, angefangen mit den theologischen und optischen Schriften.
Es gibt auch ein Projekt der Indiana University Bloomington zur Veröffentlichung der alchemistischen Schriften.
Unter dem Titel The Mathematical Papers of Isaac Newton brachte der Mathematikhistoriker und Newton-Experte Derek Thomas Whiteside an der University of Cambridge zwischen 1967 und 1981 zahlreiche mathematische Manuskripte Newtons in acht Bänden heraus.
Der Wissenschaftsoffizier Isaac in der Serie The Orville wurde nach Isaac Newton benannt. In Ben Aaronovitchs Urban-Fantasy-Romanreihe Die-Flüsse-von-London-Reihe basiert die komplette Magie der Zeit auf einer fiktiven zweiten Principia, der Philosophiæ Naturalis Principia Artes Magicis und gilt als Begründer der wissenschaftlichen Magie sowie der zugehörigen britischen magischen Vereinigung.

## Schriften (Auswahl)
Bücher
- Philosophiae Naturalis Principia Mathematica. In Latein 1687, bearbeitete Neuauflagen 1713, 1726, englische Übersetzung 1729, deutsche Ausgabe: Sir Isaac Newton’s Mathematische Principien der Naturlehre – Mit Bemerkungen und Erläuterungen herausgegeben von J. Ph. Wolfers. Berlin 1872. (Unveränderter Nachdruck Minerva, 1992, ISBN 3-8102-0939-2, weitere Ausgaben siehe den Artikel zum Buch).
- Opticks. 1704 auf Englisch, überarbeitete Ausgabe auf Latein 1706. Hier finden sich 1704 im Anhang auch erste Veröffentlichungen seiner mathematischen Arbeiten (Tractatus de quadratura curvarum über Analysis, Enumeratio linearum tertii ordinis über Kubiken).
- Arithmetica Universalis. 1707 (lateinisch, von William Whiston herausgegeben), 2. Auflage 1722, englische Übersetzung Universal Arithmetick von Joseph Raphson 1720.

Zeitschriftenbeiträge
- A letter of Mr. Isaac Newton [–] containing his new theory about light and colors [–]. In: Philosophical Transactions. Band 6, Nr. 80, 19. Februar 1672, S. 3075–3087 (doi:10.1098/rstl.1671.0072).
- An accompt of a new catadioptrical telescope invented by Mr. Newton […]. In: Philosophical Transactions. Band 7, Nr. 81, 25. März 1672, S. 4004–4010 (doi:10.1098/rstl.1672.0003, Abbildung).
- Mr. Newton’s letter […] containing some more suggestions about his new telescope, and a table of apertures and charges for the several lengths of that instrument. In: Philosophical Transactions. Band 7, Nr. 82, 22. April 1672, S. 4032–4034 (doi:10.1098/rstl.1672.0011).
- An extract of another letter of the same […] by way of answer to some objections, made by an ingenious French philosopher to the new reflecting telescope. In: Philosophical Transactions. Band 7, Nr. 82, 22. April 1672, S. 4034–4035 (doi:10.1098/rstl.1672.0012).
- Mr. Isaac Newton’s considerations upon part of a letter of Monsieur de Bercé […] concerning the cata drioptrical telescope, pretended to be improv’d and refined by M. Cassegrain. In: Philosophical Transactions. Band 7, Nr. 83, 20. Mai 1672, S. 4056–4059 (doi:10.1098/rstl.1672.0018).
- Mr. Newtons letter [–] being an answer to the fore-going letter of P. Pardies. In: Philosophical Transactions. Band 7, Nr. 84, 17. Juni 1672, S. 4091–4093 (doi:10.1098/rstl.1672.0030).
  - Mr. Newtons letter [–] being an answer to the fore-going letter of P. Pardies. In: Charles Hutton, George Shaw, Richard Pearson (Hrsg.): The Philosophical transactions of the Royal society of London, from their commencement in 1665, in the year 1800. Band 1, C. and R. Baldwin, London 1809, S. 730–732 (Digitalisat).
- A serie’s of quere’s propounded by Mr. Isaac Newton, to be determin’d by experiments, positively and directly concluding his new theory of light and colours; and here recommended to the industry of the lovers of experimental philosophy [–]. In: Philosophical Transactions. Band 7, Nr. 85, 15. Juli 1672, S. 5004–5007 (doi:10.1098/rstl.1672.0004).
- Mr. Newtons answer to the foregoing letter. In: Philosophical Transactions. Band 7, Nr. 85, 15. Juli 1672, S. 5014–5018 (doi:10.1098/rstl.1672.0006).
- Mr. Isaac Newtons answer to some considerations upon his doctrine of light and colors; which doctrine was printed in Numb. 80 of these tracts. In: Philosophical Transactions. Band 7, Nr. 88, 18. November 1672, S. 5084–5103 (doi:10.1098/rstl.1672.0051).
- Mr. Newtons answer to the foregoing letter further explaining his theory of light and colors, and particularly that of whiteness; together with his continued hopes of perfecting telescopes by reflections rather than refractions. In: Philosophical Transactions. Band 8, Nr. 96, 21. Juli 1673, S. 6087–6092 (doi:10.1098/rstl.1673.0035).
- Mr. Isaac Newton’s considerations former reply; together with further directions, how to make the experiments controverted aright […]. In: Philosophical Transactions. Band 10, Nr. 121, 24. Januar 1676, S. 501–502 (doi:10.1098/rstl.1675.0057).
- An extract of another letter of Mr. Newton […] relating to the same argument. In: Philosophical Transactions. Band 10, Nr. 121, 24. Januar 1676, S. 503–504 (doi:10.1098/rstl.1675.0057).
- A particular answer of Mr. Isaak Newton to Mr. Linus his letter […] about an experiment relating to the new doctrine of light and colours […]. In: Philosophical Transactions. Band 11, Nr. 123, 25. März 1676, S. 556–561 (doi:10.1098/rstl.1676.0003).
- Scala graduum caloris. In: Philosophical Transactions. Band 22, Nr. 270, 30. April 1701, S. 824–829 (doi:10.1098/rstl.1700.0082) – anonym.
  - A Scale of the Degrees of Heat. In: Charles Hutton, George Shaw, Richard Pearson (Hrsg.): The Philosophical transactions of the Royal society of London, from their commencement in 1665, in the year 1800. Band 4, C. and R. Baldwin, London 1809, S. 572–575 (Digitalisat).
- Remarks upon the observations made upon a chronological index of Sir Isaac Newton, translated into French by the observator, and publish’d at Paris. In: Philosophical Transactions. Band 33, Nr. 389, 31. August 1725, S. 315–321 (doi:10.1098/rstl.1724.0060).

postum
- The Chronology of Ancient Kingdoms Amended. To which is prefix’d, a short chronicle from the first memory of things in Europe, to the conquest of Persia by Alexander the Great. J. Tonson, J. Osborn, T. Longman, London 1728 (Digitalisat).
- De mundi Systemate. J. Tonson, J. Osborn, T. Longman, London 1728 (Digitalisat).
  - A Treatise of the System of the World. F. Fayram, London 1728 (Digitalisat).
- Observations Upon the Prophecies of Daniel and the Apocalypse of St. John. London 1733 (Digitalisat).
- The Method of Fluxions and Infinite Series. With Its Application to the Geometry of Curve-lines. Henry Woodfall, London 1736 (Digitalisat) – übersetzt nach dem unveröffentlichten Manuskript von John Colson.

Als Herausgeber
- Bernhard Varen: Geographia generalis, in qua affectiones generales telluris explicantur […]. Cambridge 1672 (Digitalisat).

Manuskripte
Newtons unveröffentlichte Arbeiten zirkulierten (mit beschränktem Zugang) in Wissenschaftlerkreisen als Briefe oder Manuskripte, zum Beispiel:
- De motu corporum in gyrum. Übergeben an Halley 1684, mit einer Ableitung der Keplergesetze, siehe Robert Hooke#Über die Beschreibung der Planetenbewegung
- De analysi per aequationes numero terminorum infinitas. Ein frühes Manuskript zur Analysis, übergeben an Isaac Barrow 1669.

### Biographien
- David Berlinski: Apfel der Erkenntnis. Sir Isaac Newton und die Entschlüsselung des Universums. Europäische Verlagsanstalt, 2002, ISBN 3-434-50522-9.
- James Gleick: Isaac Newton. The biography of choice. Random House, 2004, ISBN 1-4000-3295-4. (Dt.: Isaac Newton. Die Geburt des modernen Denkens. Artemis & Winkler 2004, ISBN 3-538-07186-1, Patmos Verlag 2009).
- Rupert Hall: Isaac Newton – Adventurer in thought. Cambridge University Press, 1992.
- Harro Heuser: Der Physiker Gottes: Isaac Newton oder die Revolution des Denkens. Herder, Freiburg i. Br. 2005, ISBN 3-451-05591-0.
- Robert Iliffe: Isaac Newton – a very short introduction. Oxford University Press, 2007.
- Ivo Schneider: Isaac Newton. C. H. Beck, München 1988.
- Jörg Ulrich: Newton, Isaac. In: Biographisch-Bibliographisches Kirchenlexikon (BBKL). Band 16, Bautz, Herzberg 1999, ISBN 3-88309-079-4, Sp. 1130–1138 (Artikel/Artikelanfang im Internet-Archive).
- Richard Westfall: Never at Rest. A Biography of Isaac Newton. Cambridge, New York 1980, ISBN 0-521-23143-4. (Dt.: Isaac Newton. Eine Biographie. Spektrum, Akad. Verl., Heidelberg/Berlin 1996, ISBN 3-8274-0040-6). Die maßgebliche Newton-Biographie.
- Michael White: Isaac Newton. The last sorcerer. Reading, Massachusetts 1999.
- Johannes Wickert: Isaac Newton. rororo, Reinbek 1995, 2. Auflage 2001, ISBN 3-499-50548-7.
- Hans Wußing: Newton. Teubner, 1977.

Ältere Literatur
- W. W. Rouse Ball: An essay on Newton’s Principia. Macmillan, 1893.
- David Brewster: The life of Sir Isaac Newton. London 1832 (Digitalisat).
  - David Brewster: Sir Isaak Newton’s Leben nebst einer Darstellung seiner Entdeckungen. Georg Joachim Göschen, Leipzig 1833 (Digitalisat) – übersetzt von B. M. Goldberg, mit Anmerkungen von Heinrich Wilhelm Brandes.
- David Brewster: Memoirs of the life, writings and discoveries of Sir Isaac Newton. 2 Bände, Edinburgh 1855.
  - Nachdruck New York / London 1965.
- Frank Manuel: A portrait of Isaac Newton. Cambridge 1968.
- Frank Manuel: Isaac Newton historian. Cambridge 1963.
- Fritz Wagner: Isaac Newton. Im Zwielicht zwischen Mythos und Forschung. Studien zur Epoche der Aufklärung. Karl Alber, Freiburg/München 1976, ISBN 3-495-47339-4.
- Sergei Iwanowitsch Wawilow: Isaac Newton. Berlin 1951.
- Louis Trenchard More: Isaac Newton. Scribner’s, 1934.

### Briefwechsel
- Herbert Westren Turnbull, J. Scott, L. Tilling, Rupert Hall (Hrsg.): The Correspondence of Isaac Newton. 7 Bände, Cambridge 1959–1977.

### Bibliografien
- George John Gray: A bibliography of the works of Sir Isaac Newton. Together with a list of books illustrating his works. 2., überarbeitete und erweiterte Auflage. Bowes and Bowes, Cambridge 1907 (Digitalisat).
- Peter John Wallis, Ruth Wallis (Hrsg.): Newton and Newtoniana, 1672–1975. A Bibliography. Dawson, Folkestone 1977, ISBN 0-7129-0769-6.

### Ikonografien
- Milo Keynes: The iconography of Sir Isaac Newton to 1800. Boydell Press, 2005, ISBN 1-84383-133-3.

### Zur Rezeption
- An Historical Account of Two Notable Corruptions of Scripture (Ein historischer Bericht über zwei bemerkenswerte Fälschungen der Schrift). J. Payne, London 1754 (abgefasst in Form von Briefen an John Locke, wieder abgedruckt in Turnbull u. a. (Hrsg.): Correspondence of Isaac Newton. Band 3).
- I. B. Cohen, R. E. Schofield (Hrsg.): Isaac Newton’s Papers and Letters on Natural Philosophy. 2. Auflage, Harvard University Press, 1978.
- Rupert Hall, Marie Boas Hall (Hrsg.): Unpublished scientific papers of Isaac Newton. A selection from the Portsmouth Collection in the University Library, Cambridge, The University Press, Cambridge 1962.
- Rebekah Higgitt, Rob Iliffe, Milo Keynes (Hrsg.): Early Biographies of Isaac Newton 1660–1885. 2 Bände, Pickering and Chatto, 2006.
- Andrew Janiak (Hrsg.): Isaac Newton: Philosophical Writings. Cambridge University Press, 2004.
- Alan Shapiro (Hrsg.): The optical papers of Isaac Newton. Band 1, Cambridge University Press 1984 (bisher nur Band 1 erschienen, drei Bände waren geplant).
- Derek T. Whiteside (Hrsg.): The mathematical works of Isaac Newton. 2 Bände, New York, Johnson Reprint Corp., 1964 (die veröffentlichten Arbeiten Newtons).
- Derek T. Whiteside (Hrsg.): The Mathematical Papers of Isaac Newton. 8 Bände, Cambridge University Press, 1967–1981.

Sammelbände
- I. Bernard Cohen, George E. Smith (Hrsg.): The Cambridge Companion to Newton. Cambridge University Press, 2002, ISBN 0-521-65177-8.
- John Fauvel und andere (Hrsg.): Newtons Werk. Die Begründung der modernen Naturwissenschaft. Birkhäuser, Basel/Boston/Berlin 1993.
- Helmut Pulte, Scott Mandelbrote (Hrsg.): The Reception of Isaac Newton in Europe. 3 Bände. Bloomsbury, London 2019, ISBN 978-0-8264-7970-9

Newton als Alchemist
- Richard L. Gregory: Alchemy of matter and of mind. Nature, Bd. 342, 1989, S. 471–473.
- Betty J. T. Dobbs: The Janus faces of genius. The role of alchemy in Newton’s thought. Cambridge University Press, 1991.
- Betty J. T. Dobbs: The Foundations of Newtons Alchemy, or The Hunting of the Green Lyon. Cambridge University Press, 1975.
- Karin Figala: Die exakte Alchemie von Isaac Newton. Seine „gesetzmässige“ Interpretation der Alchemie – dargestellt am Beispiel einiger ihn beeinflussenden Autoren. In: Verhandlungen der Naturforschenden Gesellschaft in Basel. 94, 1984, S. 157–227.
- Karin Figala: Newton as alchimist. History of Science, Band 15, 1977, 102–137.
- Karin Figale: Newtons rationales System der Alchemie. In: Chemie in unserer Zeit. Band 12, 1978, S. 101–110.
- Jan Golinski: Das geheime Leben eines Alchemisten. In: John Fauvel und andere (Hrsg.): Newtons Werk. Die Begründung der modernen Naturwissenschaft. Birkhäuser, Basel/Boston/Berlin 1993.
- William R. Newman: Newton the alchemist. Princeton University Press, 2018.